# Circuito de Albacete
Der Circuito de Albacete ist eine Motorsport-Rennstrecke in Albacete in der gleichnamigen Provinz in der autonomen Gemeinschaft Kastilien-La Mancha in Spanien. Sie wird vorrangig für den Zweiradmotorsport genutzt.

## Geschichte

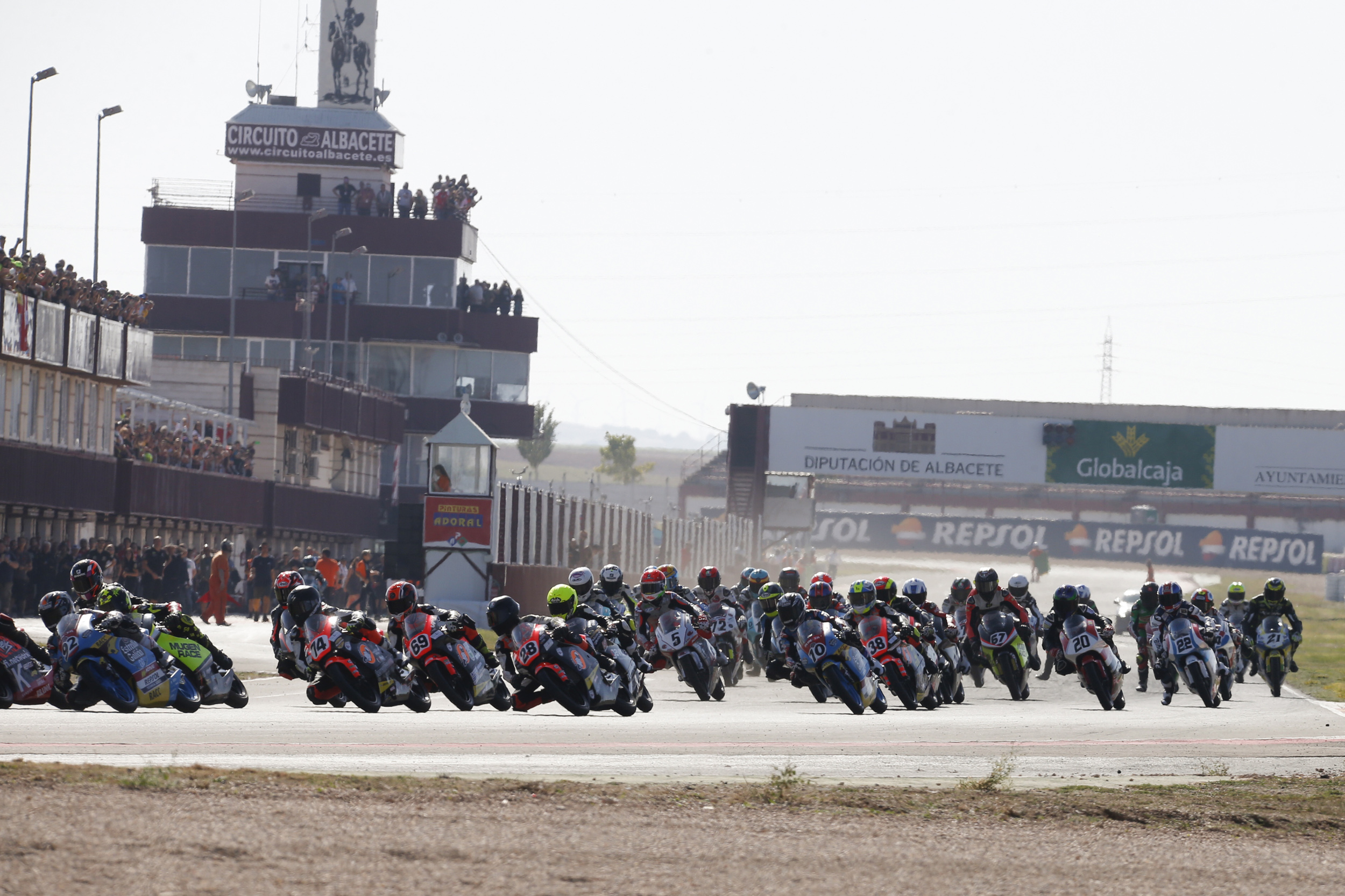
Start der Motorrad-Europameisterschaft 2019 in Albacete

Bereits vor dem spanischen Bürgerkrieg fanden Läufe in Albacete auf einer Reihe von unbefestigten und asphaltierten Straßenkursen statt. Danach wurden die Rennen ein Fixpunkt im jährlichen Veranstaltungskalender der Stadt. Man verlegte die Rennen auf einem Kurs im Stadtinneren, bevor man auf eine Strecke im Stadtpark auswich. Die Läufe wurde dann 1968 aus Sicherheitsgründen eingestellt und nach einigen Jahren auf dem Straßenkurs Polígono Campollanoum in einem Industriegebiet wieder aufgenommen.
Mitte der 80er Jahre begannen die Planungen eine permanente Rennstrecke zu bauen. Im Jahr 1990 begannen die Arbeiten auf einem Areal etwa 6 km östlich des Stadtzentrums. Die in Hinblick auf den Motorradsport entworfene Anlage wurde am 14. Juli 1990 eröffnet und konnte ursprünglich in drei Varianten benutzt werden. Die Hauptstrecke war 3,539 km lang und hatte acht Rechts- und fünf Linkskurven. Daneben gab es den 2,237 km langen verkürzten Kurs und den 1,336 km langen Clubkurs.
2005 wurde die Anlage um eine Kartbahn hinter der Haupttribüne erweitert. Seit 2009 steht im Fahrerlager eine ausgemusterte Mirage F1, die das Luft- und Raumfahrtmuseum der spanischen Luftwaffe der Strecke für eine Dauerausstellung im Fahrerlager spendete.
Im Jahr 2015 wurde die Anlage für Kosten von 1,1 Mio. € renoviert. Dabei wurde neben einer Erweiterung der Boxenanlagen und einer Neuasphaltierung eine neue Streckenführung in den ersten und letzten Kurven geschaffen, die die beiden kurzen Streckenvarianten eliminierte. Seitdem ist nur noch die Hauptvariante des Kurses nutzbar.
Von 2020 bis 2022 fanden als Folge der weltweiten COVID-19-Pandemie keine Rennveranstaltungen auf der Strecke statt. Erst 2023 wurde ein begrenztes nationales Programm wieder aufgenommen.

## Veranstaltungen
Die Strecke erlangte erstmals internationale Bedeutung, als sie von 1992 bis 1999 8 Mal die Superbike-Weltmeisterschaft beherbergte. Danach gastierte von 2003 bis 2011 insgesamt 9 Mal die Motorrad-Langstrecken-Weltmeisterschaft. Die ersten 2 Ausgaben wurden als 12 Hours of Albacete ausgetragen, danach wechselte man auf das 8-Stunden- (2005-6, 2009-11) bzw. 6-Stunden-Format (2007-8).
Aktuell (Stand 2024) finden auf der Strecke lediglich regionale Motorradläufe statt. Davor starteten unter anderem folgende Serien und Meisterschaften:
- Motorrad-Europameisterschaft (2010–2019)
- europäischer Truck-Grand-Prix (2005–2011)
- spanische GT-Meisterschaft (1999–2011)
- Spanische Formel-3-Meisterschaft (2001–2008)
- Formel 3000 (1992)